# BronyCon
BronyCon是美國東岸一項以動畫《彩虹小馬：友情就是魔法》為主題的同好會展，首屆於2011年6月舉辦。由於BronyCon的前三屆大會在紐約市舉行，因此原名又寫作BroNYCon，以凸顯紐約的英文縮寫，自第四屆起，活動均改為於巴爾的摩舉行。最近一次舉行於2019年8月，當時吸引了10,215名與會者。儘管最初計劃運行到2025年，但主辦方在2018年大會閉幕式上宣布，2019年將是展覽的最後一年，一般認為是為了配合《彩虹小馬：友情就是魔法》劇集的完結。
BronyCon是彩虹小馬影迷聚會中歷史最悠久，也是規模最大的之一，因此世界各地的類似活動也會經常使用類似的名稱。

## 外部連結
- Official website （页面存档备份，存于）